# František Kašický
František Kašický (* 18. září 1968, Gelnica, Československo) je slovenský politik, v letech 2006–2008 Ministr obrany Slovenska. V současnosti působí jako velvyslanec SR při NATO.

## Život
Vystudoval Vysokou vojenskou pedagogickou školu v Bratislavě. V roce 1996 složil rigorózní zkouška na Filozofické fakultě Univerzity Komenského v Bratislavě.
V letech 2001–2003 pracoval jako ředitel Kanceláře ministra obrany SR. V období let 2003–2004 působil ve funkci ředitele Vojenského obranného zpravodajství Ministerstva obrany SR. Od roku 2004 působil jako tajemník Výboru NR SR pro obranu a bezpečnost, Zvláštního kontrolního výboru NR SR pro kontrolu činnosti Národního bezpečnostního úřadu a Výboru NR SR pro kontrolu použití informačně-technických prostředků.
Po parlamentních volbách se 4. července 2006 se stal ministrem obrany za stranu SMER v první vládě Roberta Fica. Z funkce odstoupil 30. ledna 2008 v souvislosti se spornými veřejnými zakázkami ministerstva. Nahradil ho tehdejší státní tajemník Jaroslav Baška.
Od květena 2008 působí ve funkci velvyslance Slovenské republiky při NATO.
Je ženatý a má dvě děti. Hovoří anglicky a rusky.